# Vénus de Kostienki
Les Vénus de Kostienki sont des statuettes du Paléolithique supérieur, trouvées sur un ensemble de sites situés à une trentaine de kilomètres au sud de Voronej, en Russie. Ces statuettes sont attribuées au Gravettien.

## Historique

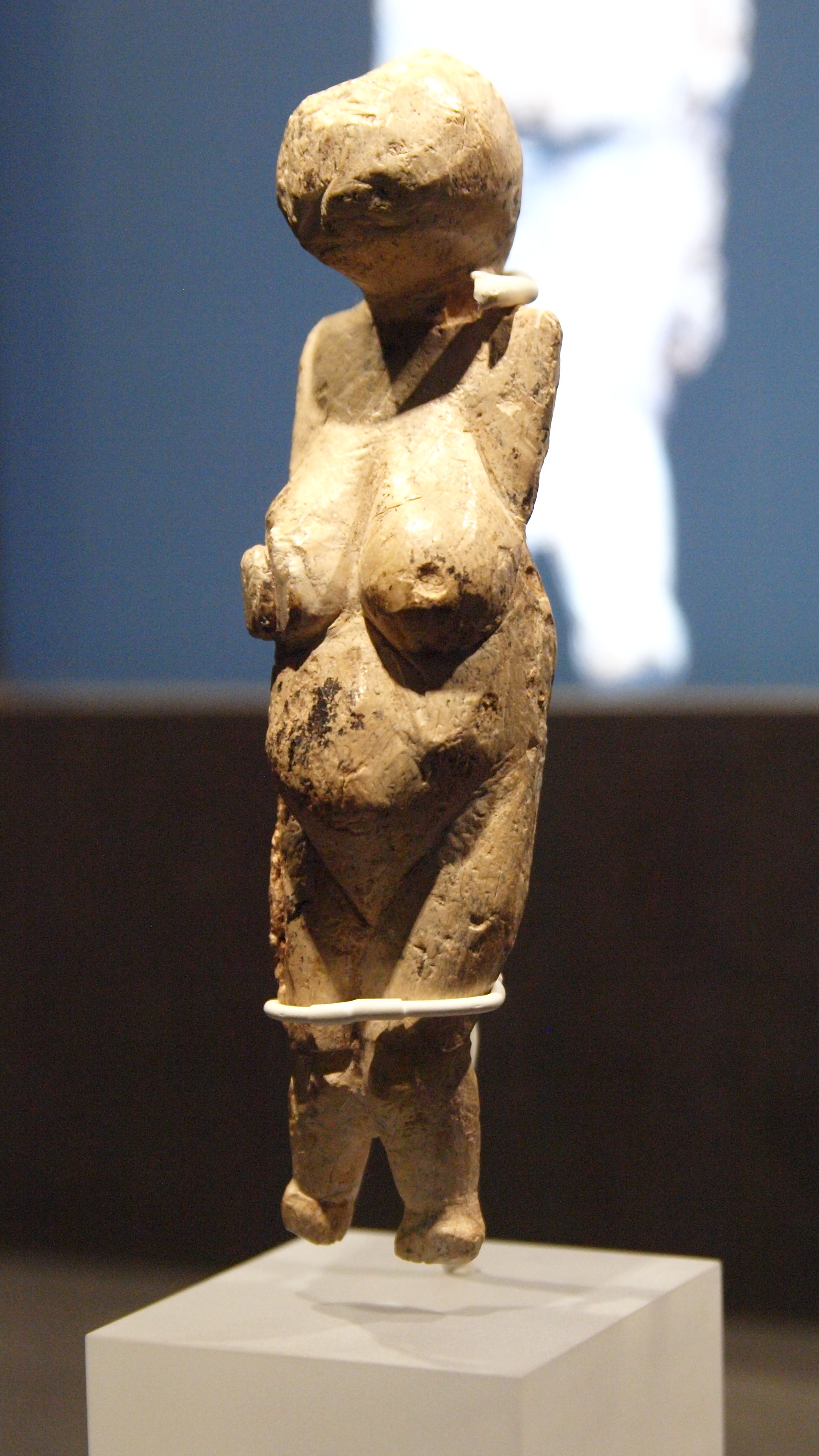
Vénus n° 1

Autour de Kostienki, sur la rive droite du Don, à 25 km au sud de Voronej, étaient localisés des campements semi-sédentaires. Plus de 150 statuettes anthropomorphes, en ivoire ou en calcaire, y ont été découvertes. La statuette n° 3 a été trouvée en 1983 sur l'un des sites gravettiens de Kostienki. 

## Datation
Les statuettes sont datées du Gravettien, entre 25 000 et 21 000 ans avant le présent (AP).

## Description
Parmi ces 150 statuettes, la plus célèbre, la Vénus de Kostienki n° 3, haute de 10,2 cm, est en ivoire. Elle est datée d'environ 22 000 ans AP. « Son ventre bombé et son nombril proéminent semblent indiquer une grossesse presque à son terme ».

## Conservation
Les Vénus de Kostienki sont conservées au musée de l'Ermitage, à Saint-Pétersbourg.